# Mugur Isărescu
Mugur Isărescu (* 1. srpna 1949) je rumunský politik a ekonom. V letech 1999–2000 byl jako nezávislý premiérem Rumunska. Kvůli převzetí premiérské funkce nakrátko opustil pozici guvernéra rumunské centrální banky (Banca Națională a României), který zastával od roku 1990. Guvernérem je dodnes. Roku 2000 kandidoval na prezidenta Rumunska, skončil čtvrtý s 9 procenty hlasů.

## Vyznamenání
- velkodůstojník Řádu Jižního kříže – Brazílie, prosinec 1999[1]
- velkokříž Řádu prince Jindřicha – Portugalsko, 15. března 2000[2]
- velkokříž Řádu Jižního kříže – Brazílie, září 2000[1]
- velkokříž Řádu rumunské hvězdy – Rumunsko, 1. prosince 2000[1]
- velkokříž s řetězem Řádu rumunské hvězdy – Rumunsko, 26. ledna 2010[1]
- důstojník Řádu čestné legie – Francie, 4. března 2011[1][3]
- komtur Řádu za zásluhy Polské republiky – Polsko, 2012 – za mimořádný přínos k rozvoji polsko-rumunské hospodářské spolupráce a za šíření znalostí historii Polska a Rumunska[4]
- komandér Řádu rumunské koruny – Dynastie Hohenzollernů, 2015[5]